# Johan Svengren
Johan Svengren, född 4 november 1818 i Bergs socken, Västergötland, död 22 februari 1905 i Eskilstuna, var en svensk industriman och järnvarugrossist.
Johan Svengren var son till bonden Sven Johansson. Efter ha arbetat i faderns jordbruk gick han ett läsår på Skara elementarläroverk men måste avbryta studierna av ekonomiska skäl. År 1836 kom i tjänst hos Christoffer Zetterberg i Eskilstuna. Där avancerade han till kassör med ansvar för den expanderande smideshandeln och efter Zetterbergs död övertog han 1853 handels- och fabriksrörelsen. Han eget kapital var blygsamt och trots företaget gynnsamma utveckling kom han under 1860-talets svåra kriser att lida brist på likvida medel. I ett dokument gick då 23 av Eskilstunas främsta män i borgen för honom och utverkade tre års anstånd hos borgenärerna. Företaget ombildades till aktiebolag, vars kapital till stor del tecknades av kunderna, järnhandlare runtom i landet. Det nya bolaget Eskilstuna Jernmanufaktur, där Svengren 1868 blev direktör, kom att spela en avgörande roll för den framväxande industrin i Eskilstuna både genom grossiströrelsen och förlagsverksamheten, varur en rad betydande företag växte fram. Under hans tid expanderade företaget också på industrisidan genom förvärv av Tunafors fabriker, som stod färdiga 1876. Ett par år senare lämnade Svengren direktörsposten. 
Svengren var i första han affärsman och hade svårt att förlika sig med att medel drogs från grossiströrelsen för att finansiera företagets industriella expansion. Han kvarstod dock i styrelsen till sin död 1905. Han tillhörde Fristadens äldste och blev 1863 den förste ordföranden i Eskilstuna stadsfullmäktige, en post han innehade i fyra år. Senare var han under 14 år fullmäktiges vice ordförande. Under många år tjänstgjorde han som jourhavande i Eskilstuna sparbank och var ledamot av styrelsen för kanalbygget 1855–1860.
Svengren var gift med Wilhelmina Husberg men hade inga barn.